# Audyniszki
Audyniszki (deutsch Audinischken, 1938–1945 Hilpertswerder) ist ein Ort in der polnischen Woiwodschaft Ermland-Masuren. Er gehört zur Landgemeinde Banie Mazurskie (Benkheim) im Powiat Gołdapski (Kreis Goldap).

## Geographische Lage
Audyniszki liegt im Nordosten der Woiwodschaft Ermland-Masuren, 12 Kilometer südwestlich der Kreisstadt Gołdap (Goldap) bzw. 16 Kilometer südlich der einstigen und heute auf russischem Staatsgebiet gelegenen Kreishauptstadt Darkehmen (1938–1946 Angerapp, russisch Osjorsk).

## Geschichte
Der kleine um 1594 Oudinischken Neusassen, vor 1785 Audinnen und bis 1938 Audinischken genannte Ort bestand aus mehreren kleinen Höfen und Gehöften, als er 1874 dem neu errichteten Amtsbezirk Rogahlen (1938 bis 1945 Gahlen, polnisch Rogale) zugetan wurde. Dieser – 1939 in Amtsbezirk Gahlen umbenannt – gehörte bis 1945 zum Kreis Darkehmen (1939–1945 Landkreis Angerapp) im Regierungsbezirk Gumbinnen der preußischen Provinz Ostpreußen.
Im Jahr 1910 verzeichnete Audinischken 99 Einwohner. Ihre Zahl stieg bis 1925 auf 106, verringerte sich bis 1933 auf 97 und belief sich 1939 nur noch auf 87. Aus politisch-ideologischen Gründen der Abwehr fremdländisch klingender Ortsnamen wurde Audinischken 1938 in Hilpertswerder umbenannt.
In Kriegsfolge kam der Ort 1945 mit dem gesamten südlichen Ostpreußen zu Polen und trägt seither die polnische Namensform Audyniszki. Er ist heute eine Ortschaft innerhalb der Landgemeinde Banie Mazurskie im Powiat Gołdapski, bis 1998 der Woiwodschaft Suwałki, seither der Woiwodschaft Ermland-Masuren zugehörig.

## Religionen
Audinischken war bis 1945 in die evangelische Kirche in Rogahlen (1938–1945 Gahlen, polnisch Rogale) im Kirchenkreis Darkehmen/Angerapp innerhalb der Kirchenprovinz Ostpreußen der Evangelischen Kirche der Altpreußischen Union bzw. in die katholische Pfarrgemeinde Goldap im Dekanat Masuren II (Sitz: Johannisburg, polnisch Pisz) im Bistum Ermland eingepfarrt. 
Heute ist der Ort in die katholische Kirche in Rogale, Filialkirche zur Pfarrei in Żabin (Klein Szabienen, 1938–1945 Kleinlautersee), im Dekanat Gołdap im Bistum Ełk der Römisch-katholischen Kirche in Polen eingegliedert. Die evangelischen Kirchenglieder gehören zur Kirche in Gołdap, einer Filialkirche der Pfarrei Suwałki in der Diözese Masuren der Evangelisch-Augsburgischen Kirche in Polen.

## Verkehr
Audyniszki liegt ein wenig abseits des Verkehrsgeschehens an einer Nebenstraße, die Mażucie (Masutschen, 1938–1945 Oberhofen) an der polnisch-russischen Staatsgrenze mit Jagoczany (Jagotschen, 1938–1945 Gleisgarben) und Rogale (Rogahlen, 1938–1945 Gahlen) verbindet. Eine Bahnanbindung besteht nicht.